# Smooth Jazz
Smooth Jazz ist eine Spielart des Jazz. Ihm wird meist instrumental orientierte Musik zugeordnet, die Elemente aus Popmusik, Blues, Soul und Jazz miteinander verbindet, wobei die Tendenz zur Popmusik stark ausgeprägt ist und das Jazzelement eher eine zurückhaltende Rolle spielt. Charakteristisch sind im Allgemeinen eingängige Hooklines mit abwechselnden instrumentalen Soloparts, unterstützt durch entspannten Groove.

## Bedeutung
Der Begriff Smooth Jazz wurde Ende der 1980er Jahre in den USA als Marketingargument für ein neues Radioformat entwickelt. Er wurde als Ersatz gewählt für das frühere Format „Beautiful Music“, das insbesondere in den 1970ern und den frühen 1980er Jahren die Radioszene in dem Bereich der Hintergrundmusik in den USA prägte. In den letzten Jahren ist festzustellen, dass dieser Begriff von Radioberatern immer mehr eingegrenzt wird und Innovationen in diesem Genre im Bereich des Radiomarktes immer weniger zu finden sind. Letztlich führt diese Entwicklung dazu, dass dieser Bereich der Musik tendenziell geringere Absätze verzeichnet.
Die Sängerin und mehrfache Grammy-Preisträgerin Sade Adu wurde nach ihrem Auftritt auf dem Montreux Jazz Festival 1984 mit dem Titel Smooth Operator zu einer bedeutenden Stimme des Smooth Jazz.
Bei den Musikern und Labels ist eine immer stärkere Diversifikation und Vermischung mit anderen Stilrichtungen (Urban, R&B, Lounge, Chill Out, Hip-Hop etc.) zu bemerken. Zumindest in den USA ist der Trend der Musiker zu dieser Musikrichtung ungebrochen.
Smooth Jazz wird manchmal (negativ) als „Kaufhausmusik“ oder „Fahrstuhlmusik“ bezeichnet, da diese Musik in diesen Lokalitäten oft als Hintergrundmusik zu hören ist. Auch in TV-Dokumentationen oder Wetterberichten wie auch in einigen Fernsehserien insbesondere aus den USA („Monk“, „Sex And The City“) hört man Smooth Jazz häufig als Untermalung. 
Heutzutage wird Smooth Jazz nicht selten in Studios mithilfe von moderner Computer-Technik und Synthesizern produziert; die einzelnen Lead-Stimmen akustischer Instrumente (meist Gitarre oder Saxophon) werden dabei über ein Arrangement aus computerproduzierten Beats und Synthesizer-Klängen eingespielt.
Insbesondere in den USA hat Smooth Jazz eine starke Verbreitung erfahren, wobei diese durch die dortigen Formatradiostationen stark gestützt wird. 
Live gespielt wird dieser Stil in Amerika durchaus, dort gibt es eine ausgeprägte Szene mit einer Vielzahl von Events mit Schwerpunkt im Raum Los Angeles. In Europa ist bisher die Unterstützung dieser Musikrichtung durch Radiosender weniger stark ausgeprägt. Allerdings existieren durchaus Festivals, so etwa in der Algarve und auf Mallorca. Das Angebot an sogenannten Smooth-Jazz-Cruise-Ferien ist stetig wachsend.

## Einige Interpreten dieser Musikrichtung
Mindi Abair, George Benson, Rick Braun, Richard Elliot, Kenny G, Bob James, Gregg Karukas, Rohn Lawrence, Marcus Miller, Nelson Rangell, Lee Ritenour, David Sanborn, Tom Scott, Spyro Gyra, Sade, Grover Washington, Jr. oder Dave Koz werden als typische Vertreter des Smooth Jazz gewertet.